# Гавеге
Гавеге (нід. Gawege) — селище в нідерландській провінції Зеландія. Входить до муніципалітету Реймерсвал. Наразі у селищі нараховується близько 30 будинків.